# دانشگاه پلی‌تکنیک تیرانا
دانشگاه پلی‌تکنیک تیرانا (به لاتین: Polytechnic University of Tirana) یک دانشگاه در آلبانی است که در تیرانا واقع شده‌است.